# Virginie Despentes
Virginie Despentes (Nancy, 13 de junio de 1969), de apellido real Daget, es una escritora, realizadora y directora de cine francesa.  En la actualidad, reside entre París y Barcelona. 
Utiliza una escritura sencilla, cercana a la oralidad, y presenta la realidad de una manera cruda, sin adornos. Es autora del libro de ensayo Teoría King Kong, en la que relata sus vivencias más cercanas de violación y prostitución. Su mayor éxito hasta la fecha es la trilogía Vernon Subutex publicada entre 2015 y 2017 y ha sido adaptada a serie y a cómic. 
Fue miembro de la academia Goncourt desde del 5 de enero de 2016, luego de ganar prestigios premios literarios, entre ellos el Premio Renaudot, hasta el 6 de enero de 2020. Es una de las escritoras más vendidas y reconocidas de Francia.

## Biografía
Nació en un hogar de ideología de izquierda en Nancy, siempre estuvo marcada por la conciencia de clase. Su pasión por la lectura la descubrió gracias a uno de sus profesores de Francés. A los 15 años, fue internada en un Hospital Psiquiátrico y fue arrestada en varias ocasiones por la policía.
A los 17 años dejó el instituto y se fue a vivir a Lyon, donde encontró trabajo en un negocio de discos, colaboró en revistas musicales, cantó en un grupo de rap y trabajó en un Peep Show. Además, ejerció como prostituta, doncella y crítica de cine pornográfico. Cuando tenía 17 años fue violada, junto a una amiga, por tres hombres que las recogieron en una carretera.
Aunque al principio fue rechazada por varias casas de libros, Fóllame fue finalmente publicada por Éditions Florent-Massot, una editorial nueva  de contracultura, que no dudó en lanzarse a publicar un tipo de literatura menos convencional y más «trash». De este modo vio la luz la primera novela de Virginie, que en ese momento decidió adoptar como apellido artístico la referencia a los Pentes de la Croix-Rousse, el barrio de Lyon en el que vivió antes de llegar a París y antes de la publicación de Fóllame. 
Despentes es una de las representantes de la nueva generación de jóvenes narradores franceses. Es una de las escritoras más vendidas y reconocidas de Francia. Su ideario gira en torno a una crítica feminista de clase, descontenta con los valores tradicionales de la alta sociedad francesa. Su rechazo a las convenciones sociales, como por ejemplo el matrimonio, articulan su obra; igualmente su defensa de la prostitución y la pornografía como herramientas de empoderamiento femenino.

## Cine
Virginie Despentes guionizó y dirigió, en el año 2000, junto con Coralie Trinh Thi, la película Baise-moi, basada en la novela Fóllame (1998). La película acaparó la atención del Festival de Cannes pero consecuentemente, fue repudiada por organizaciones francesas conservadoras que lograron que fuera sacada del cine, calificada para mayores de 18 años y confinada a reproducirse en cines Triple X.

## Publicaciones
Obras de Virginie Despentes traducidas al castellano: 
- (2023). Querido capullo. Random House.[12]
- (2022). Apocalipsis bebé. Random House.
- (2019). Fóllame. Random House.
- (2019). Vernon Subutex Vol. III. Random House.
- (2019). Vernon Subutex Vol. II. Random House.
- (2019).Vernon Subutex Vol. I. Random House.
- (2018). Teoría King Kong. Random House.
- (2006). Lo bueno de verdad. Anagrama.

- (2006). Perras sabias. Anagrama.

- (2013). Bye Bye Blondie. Pollen Edicions.